# 谢蘅牕
谢蘅牕（1875年—1960年），名天锡，又名德丰、恒昌。民国时期“煤炭大王”或“煤业大王”。浙江镇海县人。

## 生平
生于大清浙江省镇海县江南乡人，现属宁波市北仑区。幼年时家中贫困。1891年赴上海，在煤炭行做学业。后入法商立兴洋行，任洋行买办达前后长达十余年。后自办煤炭行，开办裕昌、老永昌煤号，垄断承包中国铁路用煤。后经营拓展，在宁波、无锡、南京、汉口等城市设分号。
因其煤炭行是当时中国最大的自办私营煤炭企业，被推举为上海煤业公会会长。谢氏曾先后投资华东煤矿、汉冶萍、贾汪、大通、博山、六河沟、长兴煤矿等多家煤炭、矿务公司，并兼任企业董事、监事的职务。曾赴江西乐平县，创办鄱乐煤矿公司，并亲自主持煤炭勘测、开采和精炼。还涉足银行业，创办上海煤业银行，是当时中国首家煤炭业银行。被当时人称作“煤炭大王”。
谢氏还涉足航运业，参与创建著名的宁绍轮船公司，并组织宁绍航业维持会，参与了与英商太古洋行轮船公司业务竞争的“价格战”，并最终战胜英商。
抗日战争爆发，参与主持上海抗日后援会。淞沪会战后，上海沦陷，经香港转道汉口赴抗战后方陪都重庆，在抗战后方继续经营煤矿、煤炭业务。1945年，抗日战争后回上海，出任上海煤炭公会理事长。
谢氏也是慈善家、社会活动家。热心公益事业，参与筹办上海普善山庄、延绪山庄、闸北救火会、上海妇孺救济会、儿童福利会等慈善公益组织，热心妇女儿童慈善事业。曾在浙江鄞县梅墟、镇海县崇邱先后创办新式学堂“求精国民学校”。曾任云华堂董事。曾在家乡镇海县造桥修路、创办公益医院。
1949年后，出任上海煤炭公会主任委员。抗美援朝战争期间，斥资捐助中国人民志愿军。晚年回家乡隐居，1960年在家乡因病逝世。

## 遗迹
- 今浙江宁波江北区[6]老外滩谢氏旧宅，是谢氏的旧居，始建于1903年[7]，另说1908年[1]。为宁波市江北区文物保护单位[8]，后升格为浙江省级文物保护单位[2]。